# فرودگاه ادم
فرودگاه ادم (به انگلیسی: Adam Airport) یک فرودگاه با کد یاتا AOM است . این فرودگاه در شهر ادم کشور عمان قرار دارد .